# Markus Uhr
Markus Uhr (* 1974 in Baar ZG) ist ein Schweizer Künstler.

## Ausbildung
Von 1990 bis 1994 absolvierte Uhr eine Lehre als Hochbauzeichner sowie von 1995 bis 1997 eine Zusatzlehre als Landschaftsgärtner in Zug, die er mit Diplom abschloss. Danach studierte er von 1998 bis 1999 Design und Kunst an der Hochschule Luzern. Anschließend absolvierte er von 1999 bis 2005 ein Fotografiestudium an der Hochschule für Grafik und Buchkunst in Leipzig. Dabei erfolgte 2001 die Aufnahme in die Fachklasse von Prof. Helfried Strauß. 2002 führte er sein Studium für zwei Semester bei Boris Mikhailov fort, um dann 2005 abermals in die Meisterklasse von Strauß aufgenommen zu werden, bei dem er 2008 mit einem Master of Arts abschloss.  Uhr lebt und arbeitet in Leipzig.
Seit dem Wintersemester 2012/2013 ist Markus Uhr künstlerischer Assistent bei Professor Bernhard Prinz an der Kunsthochschule Kassel.

## Werk
Die Bilder und Arbeiten sind meist gruppiert und arrangiert in umfangreichen und häufig großdimensionalen Installationen. Sein Werk umfasst neben der Malerei und der Installation gleichzeitig eine komplexe Auseinandersetzung mit der Sprache und der Musik, die er über selbstgeschaffene Übersetzungesmethoden und Hilfen miteinander verknüpft. Grundlage seiner Arbeiten sind insbesondere die seit Jahren handschriftlich geführten Aufzeichnungen.
Seit 2004 präsentiert er seine Werke auf zahlreichen Einzel- und Gruppenausstellungen.

## Ausstellungen

### Einzelausstellungen
2012
- Das Ende einer Legende, Spinnerei Rundgang, Leipzig
- Brainwashed, Galerie Laden für Nichts, Leipzig

2011
- Various Things About Love, Galerie Billing, Baar
- HOTSPOT: Markus Uhr, Galerie Robert Morat, Hamburg

2010
- TALKSHOW, Galerie Emmanuel Post, Leipzig
- Caravan 2/10, Aargauer Kunsthaus

2009
- 2., Galerie b2, Leipzig
- I’m Afraid of Jasper Johns, Galerie Billing, Baar

2008
- Phone Home, Tribeca Studio, New York USA
- Twelve Step Program, Kunstraum Walcheturm, Zürich

2007
- They're here, (mit Juliane Moritz) Red Stripe Gallery, Leipzig

2006
- Das war schon immer so, Kunstverein Leipzig

2005
- Die Großen Die Kleinen Die Mittleren, Galerie Kleindienst, Leipzig

2004
- Flachland, HGB Leipzig

### Gruppenausstellungen
2013
- Gute Aussichten. Zoom, Gruppenausstellung im MARTa Herford (Lippold-Galerie)

2012
- Lost in Tugium, Skulpturen und Objekte, Zug
- Hot Spot, La Chambre, Strasbourg
- Alte und neue Stilleben aus der SØR Rusche Sammlung, Museum Abtei Liesborn
- Singleclub, Spinnerei Haus 10, Leipzig

2011
- Jahresausstellung, Kunstmuseum Luzern
- Dinner für Spinner, Laden für Nichts, Leipzig
- Selection Cuvee, Raum für aktuelle Kunst, Luzern
- AUSLOESER – Konzepte der Fotografie, Kunsthalle der Sparkasse Leipzig

2010
- Salon für Kunstbuch (No ISBN), Galerie für Zeitgenössische Kunst (GfzK), Leipzig
- Die Dinge des Lebens, Kunsthalle der Sparkasse Leipzig

2009
- Jahresausstellung, Kunstmuseum Luzern
- Swiss Art Awards 2009, Art 09 Basel

2008
- Die Sache mit der Verantwortung – Marion Ermer Preis 2008, Neues Museum Weimar

2007
- Das Loch, Galerie b2, Leipzig

2006
- Gegen die Wand, Galerie b2, Leipzig
- Gute Aussichten, Haus der Fotografie, Deichtorhallen Hamburg; Künstlerhaus Dortmund; Commerzbank  Frankfurt a. M.; Kunsthalle White Box München; Goethe-Institut Washington USA
- me, myself & I, ARTI Amsterdam

2005
- Gute Aussichten, Museum für Fotografie Berlin
- Zucker, Aspekte Galerie, München
- Dialog der Kulturen, Kirov Palast Murmansk, RU

2004
- Odessa, Kunsthalle Villa Kobe, Halle
- Junge Kunst 9, Galerie Kleindienst, Leipzig

2003
- Focus Award, Bilderkriege, FH Dortmund

## Stipendien / Preise
- 2011: Förderbeitrag des Kantons Zug für das freie künstlerische Schaffen
- 2010: Förderbeitrag der UBS-Kulturstiftung
- 2009: Förderbeitrag des Kantons Zug für das Künstlerbuch Transfer Drawings
- 2008: Marion-Ermer-Preis[2]
- 2008: Atelier Stipendium in New York
- 2007: Personalpreis der Dr. Georg und Josi Guggenheim-Stiftung
- 2007: Swiss Art Awards
- 2007: Kulturförderung des Kantons Zug
- 2006: Förderbeitrag des Kantons Zug für die Arbeit They’re here (Katalog und Ausstellung)
- 2005: Preisträger Gute Aussichten Junge deutsche Fotografie
- 2003: DAAD (Reisestipendium Odessa mit Boris Mikhailov)
- 2000: AGFA Förderpreis Wendebilder

## Publikationen
- The Last Supper. Lubok Verlag, Leipzig  2011
- Transfer Drawings. Kodoji Press, Baden 2010
- Twelve Step Program. JRP Ringier Kunstverlag, Zürich  2008, ISBN 9783905829471
- They’re here . Verlag Pöge, Leipzig 2007